# Oxyopomyrmex santschii
Oxyopomyrmex santschii är en myrart som beskrevs av Auguste-Henri Forel 1904. Oxyopomyrmex santschii ingår i släktet Oxyopomyrmex och familjen myror.

## Underarter
Arten delas in i följande underarter:
- O. s. nigripes
- O. s. nitidior
- O. s. santschii